# Жидков, Вячеслав Васильевич
Вячеслав Васильевич Жидков (24 августа 1943 — 1 августа 2002) — советский хоккеист, защитник. Мастер спорта СССР.

## Биография
Родился 24 августа 1943 года. В возрасте четырнадцати лет принят на работу на завод и вошёл в состав заводской команды Горького. В 1961 году был принят в состав ХК Торпедо (НН), где играл до 1971 года. Второй призёром чемпионата СССР 1960/61. Провёл свыше 360 матчей и забил 20 шайб. В 1961 году был финалистом Кубка СССР. Трёхкратно (с 1964 по 1966 гг.) был признан лучшим хоккеистом СССР.
Работал слесарем в арматурно-радиаторном цехе Горьковского автомобильного завода.
Скончался 1 августа 2002 года, немного не дожив до своего 59-летия.